# UFC Fight Night: Aspinall vs. Tybura
UFC Fight Night: Aspinall vs. Tybura（ユーエフシー・ファイトナイト：アスピナル・バーサス・ティブラ、別名UFC Fight Night 224、UFC on ESPN+ 82）は、アメリカ合衆国の総合格闘技団体「UFC」の大会の一つ。2023年7月22日にイングランド・ロンドンのO2アリーナで開催された。

## 大会概要
本大会はトム・アスピナルとマルチン・ティブラのヘビー級戦が組まれた。

## 試合結果

### プレリミナリーカード
第1試合 フライ級 5分3R
○  ジャフェル・フィーリョ vs.  ダニエル・バレス ×
1R 3:26 肩固め
第2試合 女子ストロー級 5分3R
○  ブルーナ・ブラジル vs.  ショーナ・バノン ×
3R終了 判定3-0（29-28、29-28、30-27）
第3試合 ライト級 5分3R
○  クリス・ダンカン vs.  ヤナル・アシュモズ ×
3R終了 判定3-0（30-27、30-27、29-28）
第4試合 女子バンタム級 5分3R
○  ケトレン・ヴィエラ vs.  パニー・キアンザド ×
3R終了 判定3-0（29-28、29-28、29-28）
第5試合 ミドル級 5分3R
○  マフムート・ムラドフ vs.  ブライアン・バーバリーナ ×
3R終了 判定3-0（30-27、30-27、30-27）
第6試合 ヘビー級 5分3R
○  ミック・パーキン vs.  ジャマール・ポーグス ×
3R終了 判定3-0（30-27、30-27、30-27）
第7試合 ライト級 5分3R
○  ヨエル・アルバレス vs.  マルク・ディアケイジー ×
2R 4:26 ブラボーチョーク
第8試合 ライト級 5分3R
○  ジョニー・パーソンズ vs.  ダニー・ロバーツ ×
2R 4:57 TKO（右フック→パウンド）

### メインカード
第9試合 バンタム級 5分3R
○  ダニエル・マルコス vs.  デイビー・グラント ×
3R終了 判定2-1（28-29、29-28、29-28）
第10試合 フェザー級 5分3R
○  リローン・マーフィー vs.  ジョシュア・クリバオ ×
3R終了 判定3-0（30-26、30-26、30-27）
第11試合 ライト級 5分3R
○  ファレス・ジアム vs.  ジャイ・ハーバート ×
3R終了 判定3-0（29-28、29-28、30-27）
第12試合 ミドル級 5分3R
○  ポール・クレイグ vs.  アンドレ・ムニス ×
2R 4:40 TKO（グラウンドの肘打ち連打）
第13試合 フェザー級 5分3R
○  ナサニエル・ウッド vs.  アンドレ・フィリ ×
3R終了 判定3-0（29-28、29-28、29-28）
第14試合 女子フライ級 5分3R
○  ユリア・ストリアレンコ vs.  モリー・マッキャン ×
1R 1:55 腕ひしぎ十字固め
第15試合 ヘビー級 5分5R
○  トム・アスピナル vs.  マルチン・ティブラ ×
1R 1:13 TKO（右ストレート→パウンド）

### 各賞
ファイト・オブ・ザ・ナイト：ジョニー・パーソンズ vs. ダニー・ロバーツ
パフォーマンス・オブ・ザ・ナイト：トム・アスピナル、ポール・クレイグ
各選手にはボーナスとして5万ドルが授与された。

### カード変更
負傷などによるカードの変更は以下の通り。